# 말하는번역기
말하는번역기는 영어, 중국어, 베트남어, 일본어, 러시아어, 태국어, 스페인어 등.. 약 100여개의 언어 번역을 지원하는 번역, 통역 어플리케이션으로, 번역결과를 빠르고 편리하게 보여주는 특징을 가지고 있다. 번역 키보드를 추가로 지원한다.
상원사
현재 30여 개국 언어로 번역되어 일본, 중국, 러시아, 베트남, 아랍 등... 글로벌 버전의 출시가 완료되었다.

## 역사
- 2019년 1월 30일 안드로이드 버전 출시
- 2020년 7월 누적 다운로드 수 70만 기록
- 2020년 7월 글로벌 진출

## 기능
번역, 통역기능과 번역키보드, 편의기능을 제공한다.

### 번역, 통역
앱을 실행하자마자 따로 버튼을 누르지 않아도 번역이 가능한 특징을 가지고 있다.
핸드폰을 뒤집어 보여주지 않아도 맞은편 상대방이 번역결과를 이해하기 쉽게 글자가 거꾸로 되어있다.
100여 개의 언어를 지원하고, 번역결과를 음성으로 들어볼 수 있다.
번역을 시도한 기록은 나중에 바로 찾을 수 있도록 저장된다.
자주 번역하는 문장은 즐겨찾기 하여 저장할 수 있다.

### 번역 키보드
키보드 내에서 바로 번역을 시도할 수 있고, 키보드 테마도 따로 제공한다.
따로 음성인식, 손글씨 입력, 번역 및 한자 입력까지 지원한다.

### 편의기능
알림바를 제공해서 앱을 따로 누르지 않아도 바로 번역할 수 있다.
번역기 테마로 체리, 수박, 포도, 캐비어, 풋사과, 레몬, 블루베리, 검은콩 등 색상별 컬러테마를 지원한다.